# 周衍松
周衍松（1922年10月—2002年4月17日），男，湖南长沙人，中华人民共和国政治人物，曾任贵州省人民政府副省长，贵州省人大常委会副主任，第八届全国人大代表。